# Tormento (película)
Tormento es una película española de 1974, del género drama, dirigida por Pedro Olea, protagonizada por Ana Belén, Javier Escrivá, Francisco Rabal, Concha Velasco, Rafael Alonso, Ismael Merlo, María Luisa San José, Amelia de la Torre y Milagros Leal en los papeles principales.
Basada en la novela homónima de Benito Pérez Galdós. Ganadora de varios premios.

## Argumento
Amparo (Ana Belén) vive bajo la semiesclavitud de sus parientes los Bringas (Rafael Alonso y Concha Velasco), una familia de funcionarios. Ella y su hermana (María Luisa San José), en cambio son pobres. Cuando llega de América un pariente rico, Agustín Caballero (Francisco Rabal), ácrata y no muy acostumbrado a la vida social, se produce una pequeña revolución en casa de los Bringas. Rosalía, la esposa, desea emparentar como sea con tan buen partido... pero él se va a fijar en Amparo. Lástima que esta tenga un oscuro secreto en su pasado que resucita con el regreso de un cura (Javier Escrivá) con el que tuvo ciertas relaciones, y que no parece resignado a dejar de tenerlas...

## Premios y nominaciones
30.ª edición de las Medallas del Círculo de Escritores Cinematográficos
| Categoría                 | Premiado       | Resultado |
| ------------------------- | -------------- | --------- |
| Mejor actriz protagonista | Concha Velasco | Ganadora  |

- Ganadora del Fotogramas de Plata al Mejor intérprete del cine español para Concha Velasco.[3]

- Ganadora de tres premios del Sindicato Nacional del Espectáculo:[4]
  - Mejor actriz de reparto: Amelia de la Torre
  - Mejor Música: Carmelo Bernaola
  - Mejor estrella femenina: Concha Velasco

- Ganadora del Premio a la Mejor Película en Lengua Española en el Festival Internacional de Cine de San Sebastián.[5]

- Ganadora del Premio Sant Jordi a la Mejor Interpretación en Película Española para Concha Velasco.[6]